# Théâtre des opérations de Chine-Birmanie-Inde
Pour les articles homonymes, voir CBI.

Écusson du CBI. Le symbole fut basé sur le drapeau des États-Unis et du Parti nationaliste chinois.

Le théâtre des opérations de Chine-Birmanie-Inde (en anglais China Burma India Theater of Operations, ou CBI) désigne au cours de la Seconde Guerre mondiale le théâtre d'opérations d'Asie du Sud-Est qui opposa la Chine, la Birmanie et l'Inde des forces alliées (États-Unis, Empire britannique et république de Chine) aux forces japonaises.
Pour l'Armée de terre des États-Unis, qui dépendait du South East Asia Command, ce sont les 10th USAAF et 14th USAAF qui opèrent sur cette zone, avec pour mission de lutter contre l'avancée japonaise sur le continent asiatique, tout en assurant la défense des colonies britanniques. Ils effectuèrent cela en coordination avec les forces aériennes britanniques et chinoises, ainsi que les forces au sol de la Chine, de la Birmanie et de l'Inde. Des avions canadiens du 435e escadron participèrent également au pont aérien,.